# Maghadena malagasy
Maghadena malagasy là một loài bướm đêm trong họ Noctuidae.